# Koupaliště Dachovy
Přírodní koupaliště Dachovy (též koupaliště Dachova) se nalézá v osadě Dachovy asi 2 km severně od centra města Hořice v okrese Jičín. Areál s pozoruhodnou dřevěnou architekturou vznikl podle návrhu arch. Karla Bachury a pro veřejnost byl otevřen v roce 1925. Od roku 2013 je hlavní budova spolu se strážním domkem kulturní památkou.
V areálu se natáčel film Eliška má ráda divočinu. Nedaleko koupaliště se nachází lesní pramen Kalíšek.

## Galerie

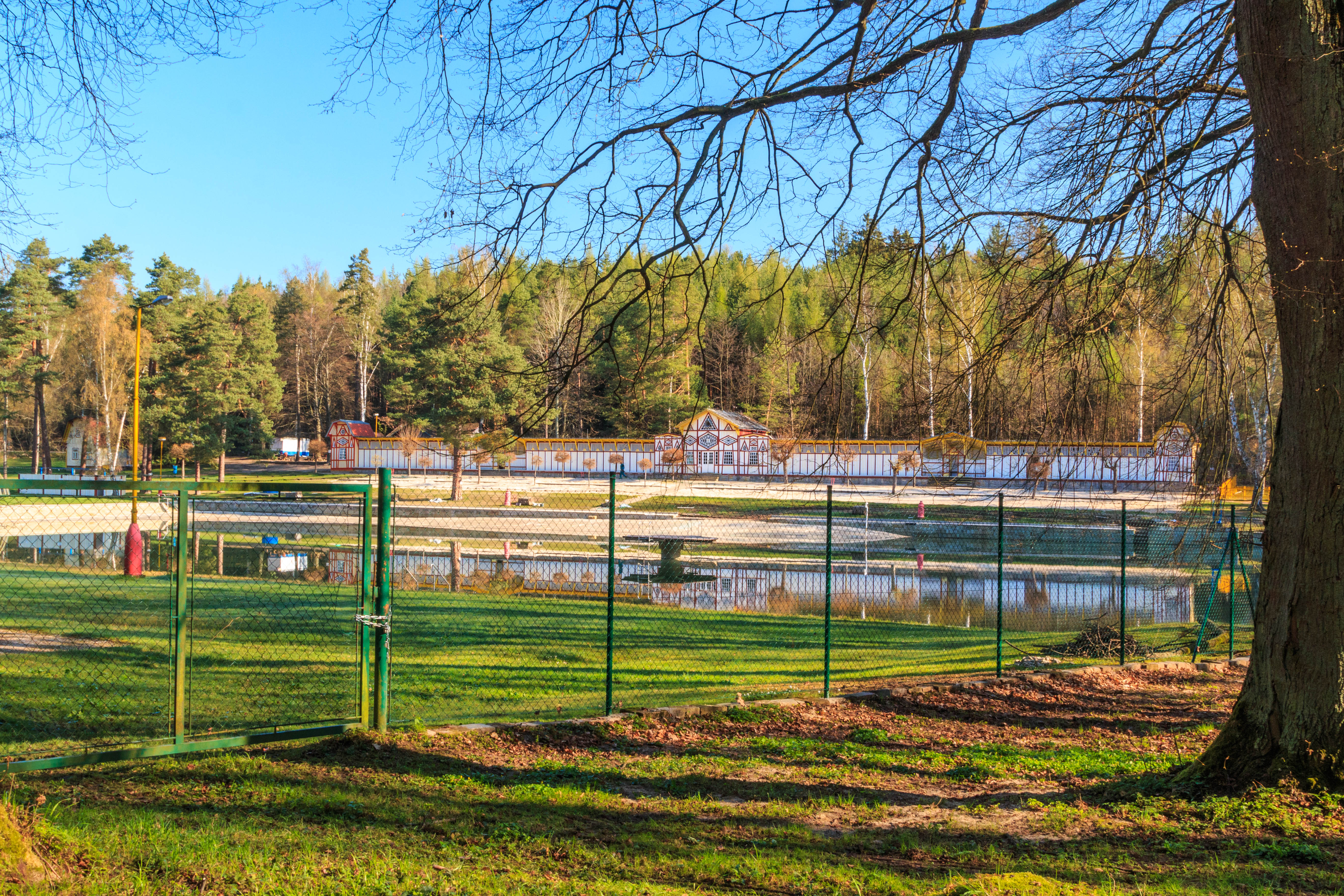
Koupaliště Dachovy
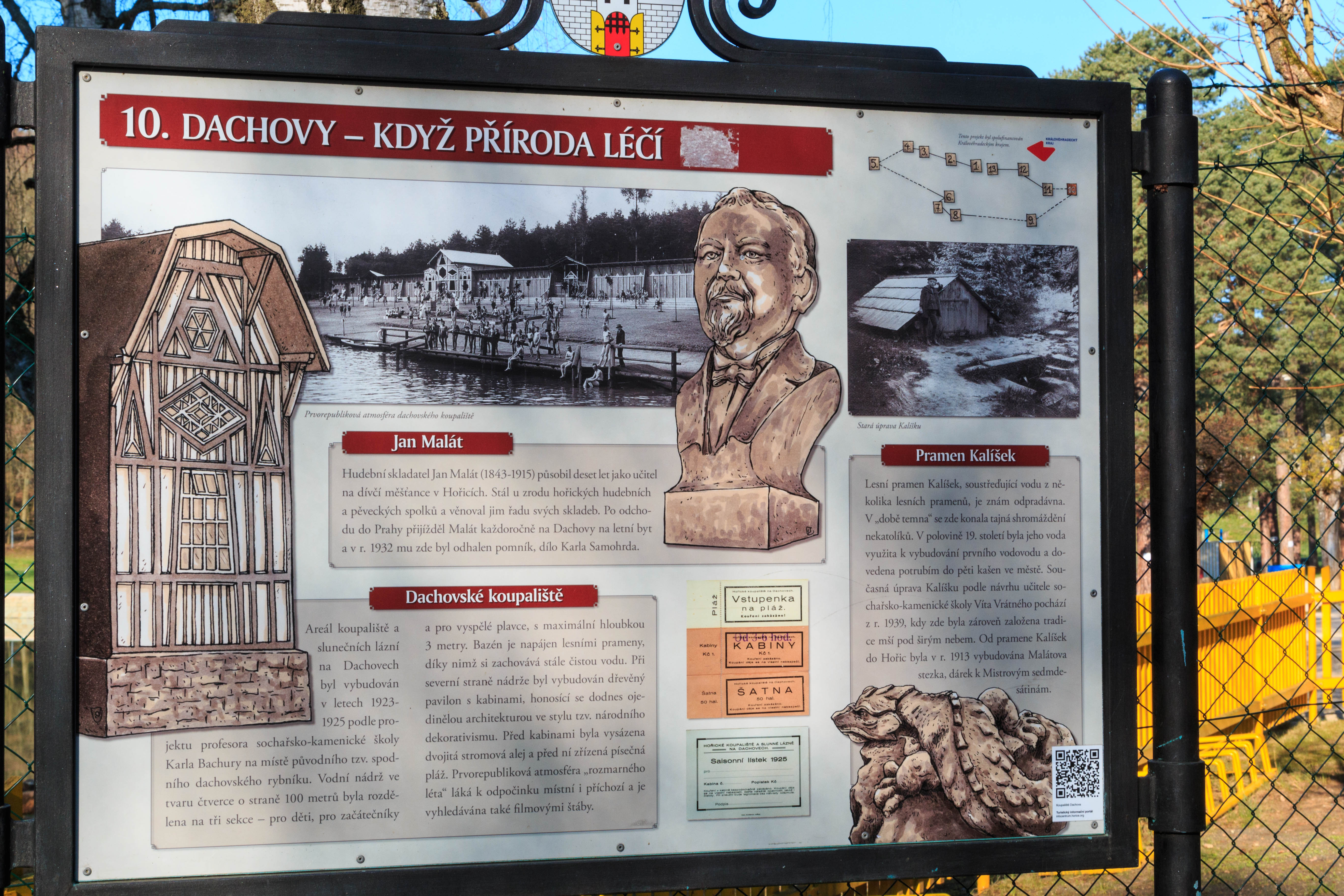
Koupaliště Dachovy
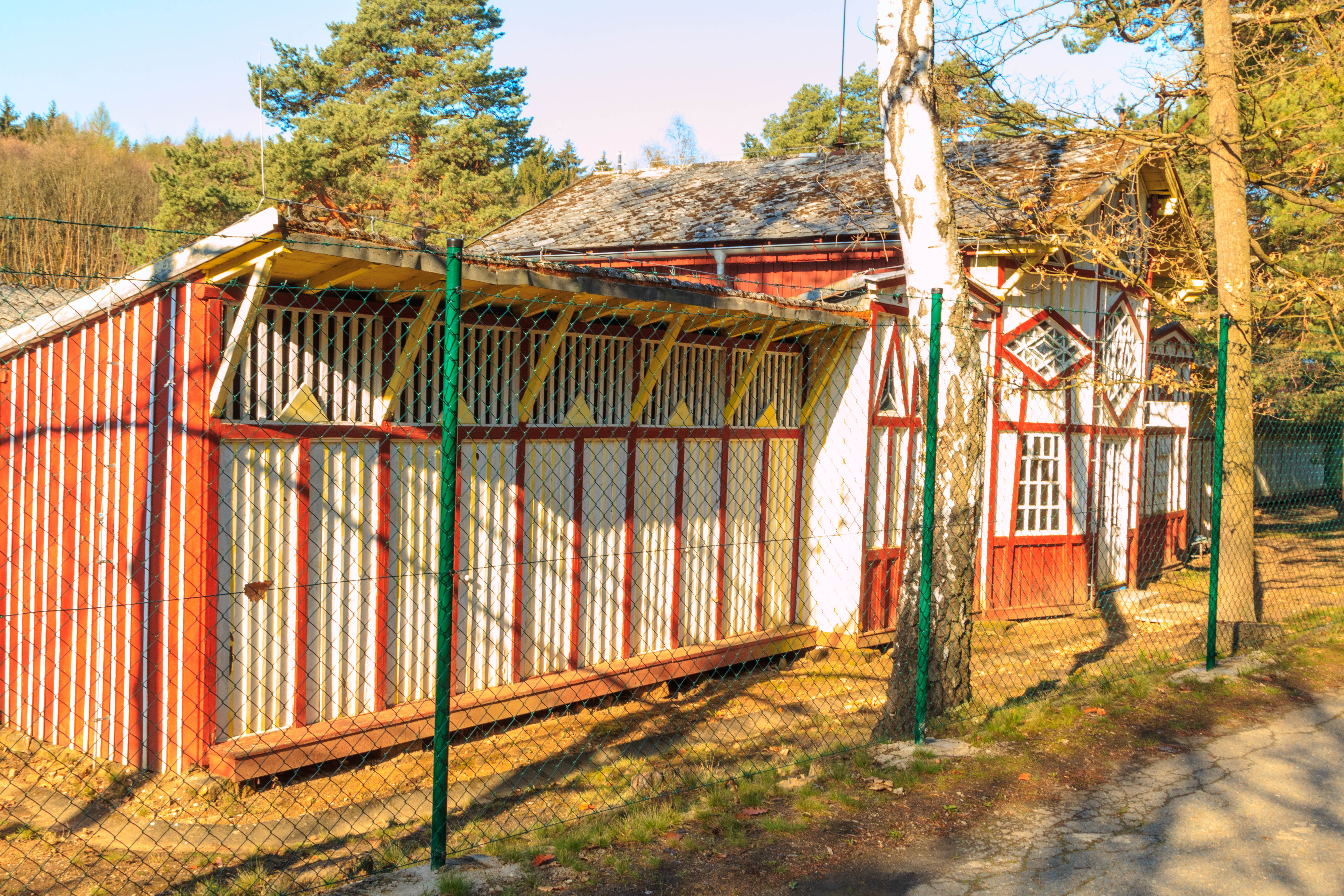
Koupaliště Dachovy
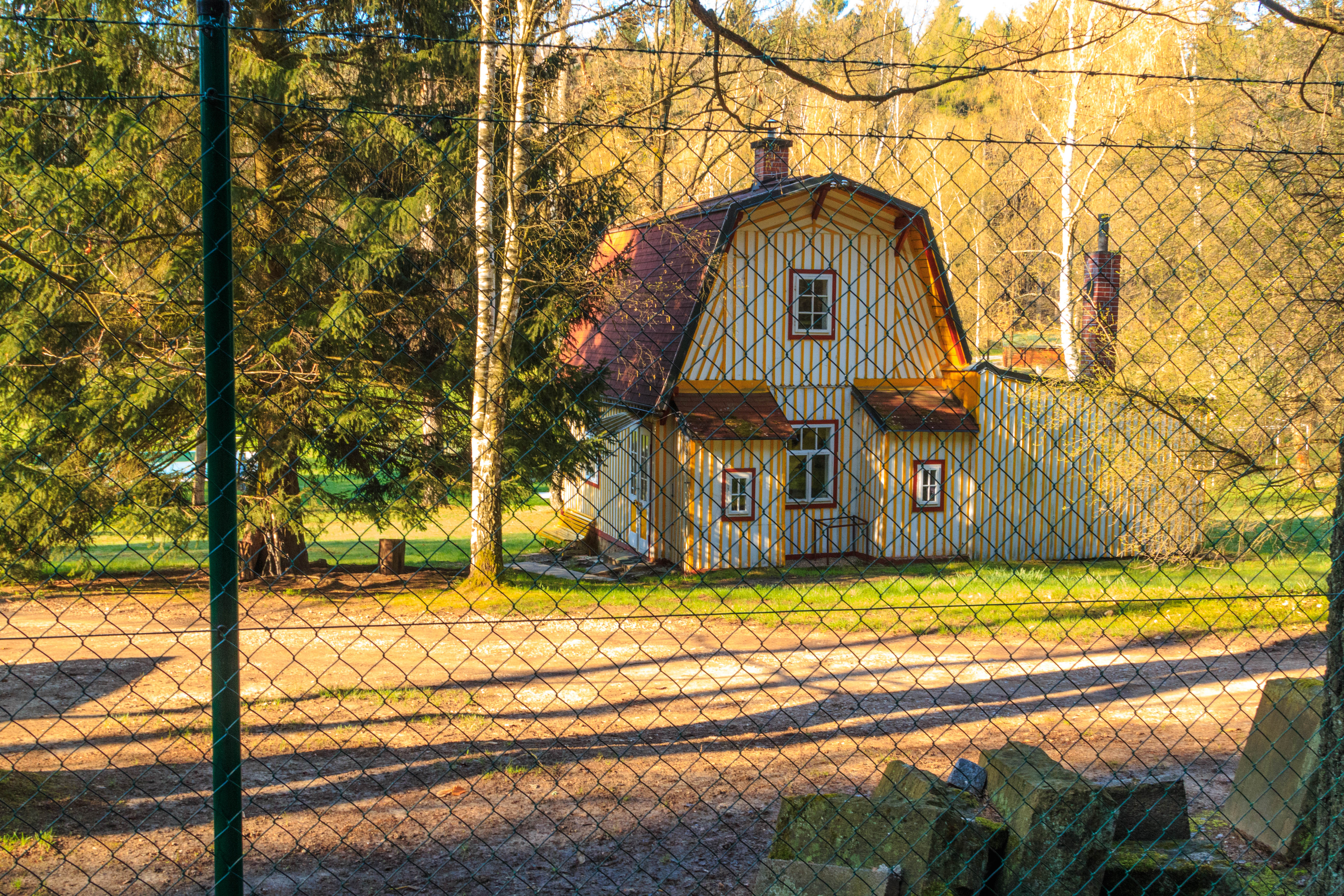
Koupaliště Dachovy